# 5 e 5
Il 5 e 5 è un panino livornese, composto da una baguette (localmente chiamata "francesino" o "pan francese") farcita con farinata di ceci (a Livorno detta semplicemente "torta").

## Nome
L'accostamento si stabilizzò negli anni trenta del Novecento, quando sia il prezzo del pane che quello della torta di ceci erano di 5 centesimi di lira e la frase tipica del cliente che voleva acquistare entrambe era:"vorrei 5 di torta e 5 di pane". Fu così che la torta di ceci iniziò ad essere chiamata semplicemente torta e venne utilizzata come farcitura del panino che prese appunto il nome di "5 e 5".
Successivamente si iniziò ad aggiungere il pepe e in seguito le melanzane sotto il pesto, cioè marinate.

## Età contemporanea
Il "5 e 5" è entrato a far parte dei prodotti tipici livornesi. Viene venduto sia da specializzati "tortai" che in alcune pizzerie a taglio ed è uso accompagnarlo con un bicchiere di spuma bionda. Il comune di Livorno, a partire dal 2021, organizza il "5e5 day", un evento in cui si celebra quello che viene definito il tradizionale street food labronico.